# 许固令
许固令（1943年—），字白父，广东汕尾人，当代书法家、画家，原中国美术家协会广东分会会员，二十世纪八十年代后移居港台美澳等地，游历多国，2000年后定居广州。代表作品包括脸谱画系列等等。

## 生平
许固令于1943年出生于广东汕尾市，父母都是医生。由于父母俱爱戏曲，大哥许翼心是戏曲评论家，许固令自小也受到家庭环境熏陶，对戏曲十分热爱。1960年，许固令考取广州美术学院附中。1964年，适逢中国大陆政治风潮，广州美术学院师生被下放至农村参加“四清”运动，因而许固令在美院附中毕业以后无法进入广州美术学院，而被分配至广州轻工美术设计公司工作。七十年代初，许固令开始脸谱画的创作。1972年，许固令參加广东省美术展，展出作品包括第一幅脸谱画：京剧《十五贯》人物。1976年，许固令被调入广州市文化局，次年调入广州博物馆，一年后又调入广州美术馆，同年成为中国美术家协会广东分会会员。
改革开放后，许固令辞去美术馆的工作。1980年，许固令移居香港，为一家杂志社做策划、美术和广告设计。香港时期许固令的作品主题大多为花卉。其间，许固令拜访了当时定居香港的林风眠，得到了林风眠的鼓励和启发。1989年他在香港艺术中心举办了首场个人画展，林风眠对其作品十分赞赏，并推荐了《禁锢》、《野之果》等四幅作品给法兰克美术馆收藏。1986年后，许固令到台湾发展，担任《龙之艺廊》顾问、画师，创作以风景画居多。许固令为了追求艺术上的突破与自由，自二十世纪九十年代起游历各大洲三十多个国家与地区，或以访问学者的身份赴当地讲学，或在当地举办画展。包括1989年在香港美术中心包兆龙画廊和韩国汉城申舍举办个人画展。1990年在台北文化中心、台中文化中心、台南文化中心和高雄文化中心举办个人画展。1991年在台北鹿港小镇艺术中心、日本大阪寺内财团总部、日本京都会所和奈良博物馆举办个人画展，1992年在台北龙之艺廊、台北SOGO画廊和加拿大多伦多贝克画廊举办个人画展。1993年在德国法兰克福旅游协会与法国巴黎中法文化交流协会举办个人画展。1994年美国大西洋城华人中心、新加坡河畔美术中心和美国纽约东方画廊举办个人画展。1996年在澳大利亚悉尼汇意轩举办个人画展。1997年在广州博古斋和广州文物总店澳门分店举办个人画展。1998年在广东美术馆举办个人画展。1999年在西班牙马德里秋季油画沙龙举办个人画展。
2000年后，许固令回到少年时期求学的广州买房定居。他在广州的画室称为“白轩”。2002年，他成立了“许固令艺术工作室”。同年，他的作品《悠然》入选第三届全国花鸟画邀请展，《脸谱》入选中国当代艺术展。其后几年中，许固令多次为大型公司或机构创作大幅油画，并出版了多本画集、专著。2003年，许固令艺术工作室出版《白父系列丛书》。2003-2004年，许固令艺术工作室出版了白轩丛书的前两本：《心花》和《心境》，2008年又出版了剩余的四本：《艺术空间》、《白父脸谱》、《风景花卉》和《书法舞蹈》。
2009年5月13日至24日，许固令在广东深圳市鹏宝轩美术馆举办《许固令脸谱新作展》。2010年7月2至8日，许固令与郭莽园、钝丁、陈永锵等三位画家在江门市举办国画作品展。2012年9月25日至10月31日，许固令的荷花题材新作 《映日荷花别样红》国画展在佛山市举行。

## 艺术创作

图二：《脸谱no.18》，1998年作，纸本设色，68×68厘米.

图三：日本寺庙系列《画九十一》，纸本设色，68×68厘米.

脸谱画是许固令艺术创作的重要主题。许固令从小热爱中国戏曲，对京剧、粤剧、汉剧、琼剧、黄梅戏、评剧、昆曲等剧种都十分熟悉。就读广州美术学院附中时期，由于大哥许翼心在戏曲研究室工作，撰写戏曲评论，每天都有戏票，因而许固令时常能够到各个戏院看戏，对戏曲文化有了深入的了解。七十年代初，许固令开始以京剧脸谱为题材作画，因为“京剧在这么多剧种里，行当最多、剧目最丰富、表现力最强，包括舞台道具、服装、脸谱等都是最完整的”。
脸谱是中国传统戏剧中用于为演员定妆的模式。为了让戏曲演员每次能够以固定的方式上妆，而将定好的妆容样式画在面具或纸本上，是为脸谱。与传统水墨戏剧人物画不同的是，许固令仅以脸谱作为底材，从戏曲脸谱中进行抽象和提取，以脸谱作为表达人生情感和意识的方式，表达个人思考与感受和美学上的追求的载体，创作出脸谱画。具体的形式以水墨设色和油画为主，从早期较为具体写实的方式，渐渐转变为半具象以至抽象的表现方式，脱离了脸谱的形态，通过形变和夸张，达到写意与传神的目的。九十年代后期的脸谱画已经完全走出了“脸谱”这一形式，如右图一作品《脸谱no.2》，以如草书般的笔触勾画出抽象的脸谱，又如右图二：《脸谱no.18》，乍看是山水，但隐藏着脸谱，而且以山水的意境表达出脸谱的情感。许固令作画迅速，以对瞬间情绪的抓取和呈现为要点。他自认为属于大写意的范畴。
二十年的游居生涯对许固令的艺术创作有重要的影响。他每到一地，必观摩当地的美术馆、博物馆，欣赏其本土主流艺术和现代艺术，广泛吸收各种特质并融入自己的风格中，形成自我的新风格。这种融合在他的脸谱画中体现为既有传统中国水墨绘画的写意性、笔触的线条美乃至意境的营造，也有西方绘画中以色块表达直觉的印象与对光影的捕捉等特点。他的画作用色“绚丽斑斓”，笔触“刚中带柔”，显现出东方与西方美学观念的融汇（如右图三：作品《画九十一》）。

### 书法
许固令在书法上亦有很高造诣。他早年师从岭南书法家麦华三，《十月》、《花城》、《四海》等杂志的封题便是他所书写。他写的春联被广东人民出版社和岭南美术出版社出版，印刷量往往达到百万份。

## 代表作品

### 画集
- 《水墨风情》，1988年，香港长城出版社出版

- 《戏痕——许固令脸谱新作集》，1998年，广东美术馆出版
- 《艺术生活——许固令》，1998年，海南出版社出版
- 《白父系列丛书——心花》，2003年，许固令艺术工作室出版
- 《白父系列丛书——心境》，2004年，许固令艺术工作室出版

### 获奖作品
- 《荷塘印象》，1991年，获年度全日本收藏家联盟金奖
- 《八卦脸》，1992年，获韩国国际现代水墨邀请赛优秀作品奖
- 《月亮代表我的心》，1993年，获法兰克福中国现代水墨展荣誉奖[7]